# Markko Märtin
Markko Märtin (ur. 10 listopada 1975 w Tartu) – estoński kierowca rajdowy. Był fabrycznym kierowcą zespołów Subaru, Forda i Peugeota. W latach 1997–1999 jego pilotem był rodak Toomas Kitsing, a w latach 2000–2005 Brytyjczyk Michael Park.
Swoją karierę rajdową Märtin rozpoczął w 1994 roku, a jego pierwszym samochodem była Łada Samara. W sierpniu 1997 roku zadebiutował w Rajdowych Mistrzostwach Świata jadąc Toyotą Celiką Turbo 4WD. Debiutanckiego Rajdu Finlandii nie ukończył z powodu awarii skrzyni biegów. W latach 1997 i 1998 wywalczył dwa tytuły mistrza Estonii. W 2001 roku został członkiem zespołu Subaru, a w latach 2002-2004 był fabrycznym kierowcą zespołu Forda. W listopadzie 2002 roku podczas Rajdu Wielkiej Brytanii 2002 po raz pierwszy w karierze stanął na podium w rajdzie mistrzostw świata – zajął drugą pozycję. Z kolei w czerwcu 2003 wygrał swój pierwszy rajd w mistrzostwach świata, Rajd Grecji. W 2004 roku zajął 3. miejsce w klasyfikacji generalnej mistrzostw świata, najwyższe w swojej karierze. W 2005 roku odszedł do zespołu Peugeota. 18 września 2005 na ostatnim odcinku Rajdu Wielkiej Brytanii miał wypadek, w wyniku którego zginął jego pilot Michael Park. Wtedy też Märtin wycofał się ze startów w rajdowych mistrzostwach świata.
W swojej karierze Märtin wygrał łącznie pięć rajdów w mistrzostwach świata. 18 razy w swojej karierze stawał na podium w rajdach mistrzostw świata. Zdobył w nich 207 punktów. Wygrał 101 odcinków specjalnych.

## Kariera

### Początki
Märtin urodził się w mieście Tartu. Ojciec Märtina, Kalju, był rajdowcem i startował w lokalnych estońskich rajdach. To wtedy też młody Markko zainteresował się rajdami bywając w warsztatach samochodowych i na rajdach, w których uczestniczył ojciec. W wieku 18 lat Märtin kupił od swojego wujka swój pierwszy samochód, Ładę Samarę, który przerobił na samochód rajdowy. Na początku 1994 roku zadebiutował w nim w jednym z lokalnych rajdów. W sezonie 1994 zajął drugie miejsce w mistrzostwach Estonii, w kategorii Formuły 2. Z kolei w 1995 roku został mistrzem Estonii w klasie samochodów z napędem na dwa koła. W tym samym roku Märtin po raz pierwszy pojechał w zagranicznym rajdzie. Zajął dwunastą pozycję w fińskim rajdzie Mantta Rally. W 1996 roku Märtin sprzedał Ładę i zakupił w Wielkiej Brytanii N-grupowego Forda Escorta RS Cosworth. Fordem wystartował w mistrzostwach Estonii i zajął w nich drugie miejsce w sezonie 1996. Jeszcze w tym samym roku wystartował Toyotą Celiką Turbo 4WD w jednym z łotewskich rajdów i wygrał go.
W 1997 roku Märtin sprzedał Escorta i postanowił startować Toyotą. W sezonie 1997 wywalczył swój pierwszy w karierze tytuł mistrza Estonii. Znalazł także sponsora, którym została firma Estonian Oil Service. Umożliwiła ona Märtinowi starty w rajdach na Litwie, w Finlandii i Holandii. W sierpniu 1997 zadebiutował wraz z pilotem Toomasem Kitsingem też w mistrzostwach świata. Nie ukończył jednak debiutanckiego Rajdu Finlandii na skutek awarii skrzyni biegów. W 1998 roku rozpoczął starty nowszą specyfikacją Toyoty Celiki, którą w poprzednich latach jeździł Fin Marcus Grönholm. W 1998 roku wywalczył nią kolejne mistrzostwo Estonii. W marcu 1998 zaliczył pierwszy start w mistrzostwach świata w sezonie. Nie ukończył jednak Rajdu Portugalii, gdyż jego samochód spłonął na skutek wypadku. Estończyk zakupił kolejną Celikę, przygotowaną przez Team Grifone. Wystartował nią w Rajdzie Finlandii i zajął w nim dwunaste miejsce. W 1998 roku pojechał także w Rajdzie Sanremo, z którego odpadł na 20. odcinku specjalnym na skutek awarii zawieszenia i w Rajdzie Wielkiej Brytanii, który ukończył na dziewiątej pozycji.
W 1999 roku Märtin wrócił do samochodu Forda i Fordem Escortem WRC wystartował w Rajdzie Szwecji i Rajdzie Portugalii. W pierwszym z nich był ósmy, a drugiego nie ukończył z powodu awarii skrzyni biegów. Latem 1999 nawiązał kontakt z zespołem Toyota Team Sweden prowadzonym przez Leifa Asterhaga. W czerwcu wystartował Toyotą Corollą WRC w Rajdzie Grecji i zajął w nim piąte miejsce. Zdobył tym samym swoje pierwsze w karierze punkty w mistrzostwach świata. W 1999 roku pojechał jeszcze w trzech rajdach mistrzostw świata: Finlandii, Sanremo i Wielkiej Brytanii. Ukończył tylko brytyjski rajd – był na nim ósmy.
W 2000 roku Märtin wystartował w szerszym programie mistrzostw świata. Zaplanował starty w dziewięciu rajdach mistrzostw samochodem Toyota Corolla WRC w barwach teamu Łukoil-EOS Rally Team. Przed sezonem doszło też do zmiany pilota. Toomasa Kitsinga zastąpił Brytyjczyk Michael Park. W pierwszych pięciu rajdach sezonu 2000, w których startował (Rajd Szwecji, Rajd Portugalii, Rajd Hiszpanii, Rajd Grecji i Rajd Finlandii) Märtin nie zdobył punktów do mistrzostw świata. W czerwcu 2000 wygrał Rajd Azorów, zaliczany do mistrzostw Europy, w którym startował Subaru Imprezą WRC. Z kolei we wrześniowym Rajdzie Cypru był szósty i zdobył swój jedyny punkt w mistrzostwach świata w sezonie 2000. W listopadzie 2000 wystartował w Rajdzie Australii, w barwach fabrycznego teamu Subaru, jednak nie ukończył tych zawodów z powodu awarii skrzyni biegów.

### 2001: Subaru

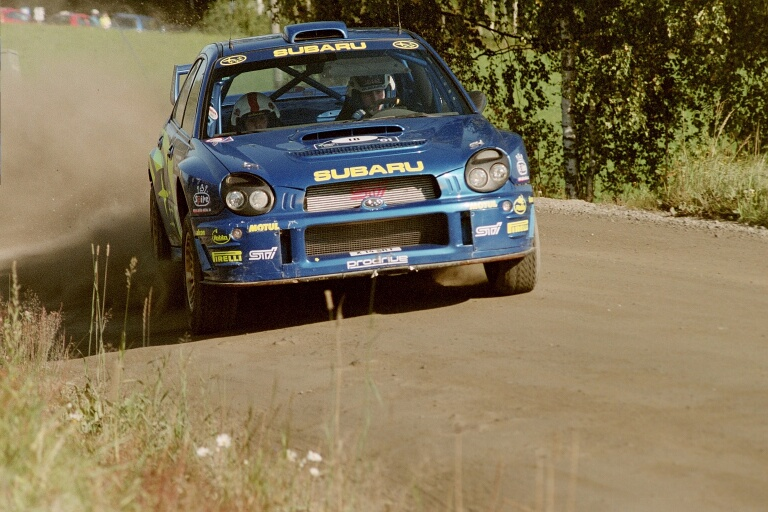
Markko Märtin w Subaru Imprezie WRC podczas Rajdu Finlandii 2001

W 2001 roku Märtin podpisał kontrakt z zespołem Subaru, w którym był trzecim kierowcą obok Brytyjczyka Richarda Burnsa i Norwega Pettera Solberga. Pierwszy start Märtina w sezonie 2001 nie był dla Estończyka udany. Odpadł on z zawodów już na pierwszym odcinku specjalnym na skutek awarii układu elektrycznego. Także w kolejnych rajdach Märtin nie zdobywał punktów. W lutowym Rajdzie Szwecji zajął dwunaste miejsce, a trzech kolejnych rajdów, Rajdu Portugalii, Rajdu Katalonii i Rajdu Grecji nie ukończył. Trzeci odcinek specjalny Rajdu Grecji, Inohori 1, był pierwszym wygranym odcinkiem specjalnym w karierze Märtina. Pierwsze punkty w sezonie 2001 Estończyk zdobył w sierpniu. W Rajdzie Finlandii zajął piątą pozycję. Natomiast nie ukończył październikowego Rajdu Sanremo. Na 15. odcinku specjalnym uległ wypadkowi. Jego Subaru najpierw uderzyło w ścianę, a następnie wylądowało na dachu, 50 metrów poniżej drogi. Zarówno Märtin, jak i jego pilot Michael Park nie odnieśli obrażeń. W Rajdzie Korsyki Märtin był piąty, a ostatniego rajdu sezonu, Rajdu Wielkiej Brytanii nie ukończył z powodu awarii silnika. Ogółem w dziewięciu startach w mistrzostwach świata w sezonie 2001 Märtin zdobył trzy punkty.

### 2002-2004: Ford

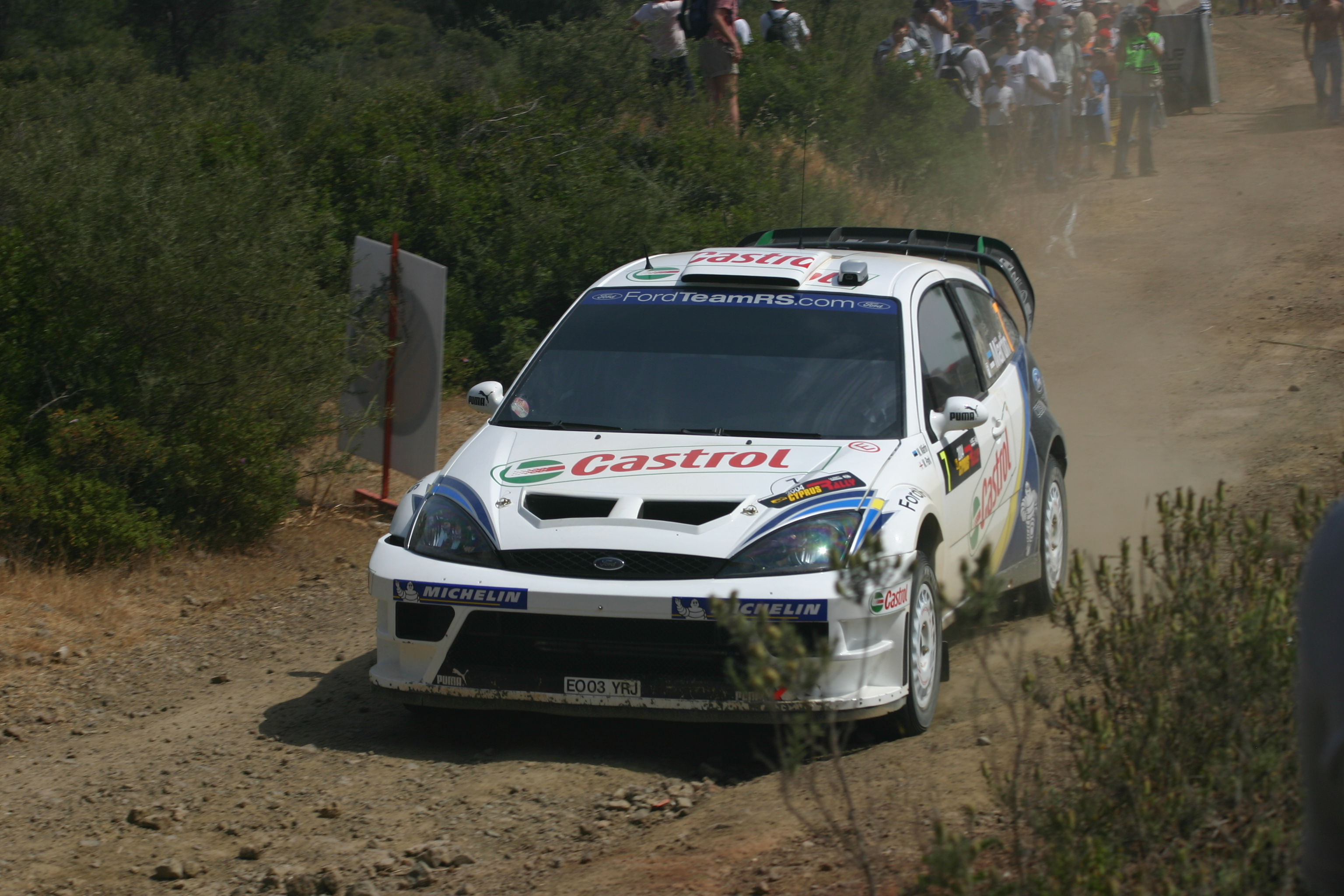
Markko Märtin w Fordzie Focusie WRC na odcinku specjalnym Rajdu Cypru 2004

W 2002 roku Märtin został członkiem zespołu Forda. Został w nim trzecim kierowcą obok Hiszpana Carlosa Sainza i Szkota Colina McRae. Swój debiut w Fordzie Focusie WRC zaliczył w styczniu, w Rajdzie Monte Carlo. Zajął w nim dwunastą pozycję. W trzech kolejnych zawodach, w których wystąpił (Rajdzie Korsyki, Rajdzie Katalonii i Rajdzie Cypru) był ósmy. W maju 2002 dojechał na szóstym miejscu w Rajdzie Argentyny, jednak kierowcy teamu Peugeota, Marcus Grönholm i Richard Burns, zostali zdyskwalifikowani i po weryfikacji wyników Märtin zakończył rajd na czwartej pozycji, najwyższej w dotychczasowej karierze. Także w następnych rajdach sezonu 2002 Estończyk zdobywał punkty. W Rajdzie Grecji był szósty, w Rajdzie Safari – czwarty, w Rajdzie Finlandii – piąty, w Rajdzie Niemiec – szósty, a w Rajdzie Sanremo – piąty. W październiku, w Rajdzie Nowej Zelandii, na 14. odcinku specjalnym, uległ wypadkowi i wycofał się z zawodów. Po zajęciu piątego miejsca w Australii Märtin pojechał w ostatnim rajdzie sezonu, Rajdzie Wielkiej Brytanii. Przez kilka odcinków był liderem klasyfikacji generalnej, jednak ostatecznie zajął w nim drugą pozycję za Norwegiem Petterem Solbergiem. Stanął tym samym po raz pierwszy w karierze na podium w mistrzostwach świata. Sezon 2002 zakończył na dziewiątej pozycji w klasyfikacji generalnej. Zdobył łącznie 20 punktów w sezonie.
Przed sezonem 2003 doszło do zmian w zespole Forda. Nie przedłużono kontraktów z Carlosem Sainzem i Colinem McRae, a zatrudniono Belga François Duvala i Fina Mikko Hirvonena. Tym samym Märtin stał się pierwszym kierowcą zespołu. Kierowcy Forda otrzymali nowy model Forda Focusa WRC w specyfikacji 2003. W pierwszym rajdzie w sezonie, Rajdzie Monte Carlo, Märtin był czwarty i miejsce na podium przegrał z trzema kierowcami zespołu Citroëna: Sébastienem Loebem, Sainzem i McRae. Następnie w Rajdzie Szwecji był czwarty, a w Rajdzie Turcji – szósty. Nie ukończył natomiast Rajdu Nowej Zelandii (z powodu awarii silnika) i Rajdu Argentyny (z powodu niskiego ciśnienia oleju). W kwietniu 2003 roku, w Rajdzie Grecji, Märtin był liderem rajdu od drugiego odcinka specjalnego i na pierwszej pozycji dojechał do mety rajdu. Odniósł swoje pierwsze zwycięstwo w karierze wyprzedzając drugiego Carlosa Sainza o 46 sekund i trzeciego Pettera Solberga o ponad 52 sekundy. Kolejnego rajdu, Rajdu Cypru, nie ukończył jednak z powodu zbyt niskiego ciśnienia oleju, a w lipcowym Rajdzie Niemiec dojechał na piątej pozycji. W sierpniu 2003 wygrał po raz drugi w sezonie. Na metę Rajdu Finlandii przyjechał przed Petterem Solbergiem i Richardem Burnsem. Stał się tym samym pierwszym od 1992 roku zwycięzcą fińskiego rajdu, wywodzącym się spoza Finlandii. We wrześniowym Rajdzie Australii Märtin przejechał 21 odcinków specjalnych. Po 21. został zdyskwalifikowany za nielegalny balast w samochodzie w postaci skały. Estończyk w momencie dyskwalifikacji jechał na czwartej pozycji w klasyfikacji generalnej rajdu. W czterech ostatnich rajdach sezonu Märtin dwukrotnie nie dojechał do mety (Rajd Francji i Rajd Wielkiej Brytanii) i dwukrotnie był trzeci (Rajd Włoch i Rajd Hiszpanii). W klasyfikacji mistrzostw świata za sezon 2003 zajął piątą pozycję. Zdobył 49 punktów.
Sezon 2004 Märtin rozpoczął od zajęcia drugiego miejsca w styczniowym Rajdzie Monte Carlo. Przegrał w nim o ponad minutę z Francuzem Sébastienem Loebem. W marcu 2004, w Rajdzie Meksyku Märtin po 7. odcinku specjalnym został liderem i ostatecznie wygrał ten rajd. Była to trzecia wygrana w karierze Estończyka, który na mecie wyprzedził partnera z zespołu Forda, François Duvala i Carlosa Sainza. Także w następnych dwóch rajdach Märtin stawał na podium. W Rajdzie Nowej Zelandii był trzeci za Petterem Solbergiem i Marcusem Grönholmem, a w Rajdzie Cypru po dyskwalifikacji Grönholma zajął ostatecznie drugą pozycję za Loebem. Kolejne trzy rajdy nie były dla Märtina udane. Najpierw nie ukończył Rajdu Grecji z powodu wypadku, a następnie z powodu kłopotów z samochodem był dwudziesty czwarty w Rajdzie Turcji. Z kolei na 5. oesie Rajdzie Argentyny Märtin miał dachowanie i został przewieziony do szpitala na badania, jednak nie odniósł obrażeń. W sierpniowym Rajdzie Finlandii 2004 był drugi. Przegrał jedynie z Marcusem Grönholmem. W Rajdzie Niemiec był czwarty, a w Rajdzie Japonii i Wielkiej Brytanii – trzeci. Kolejne sukcesy Estończyk odniósł w październiku. Najpierw wygrał Rajd Korsyki odnosząc tym samym swoje drugie zwycięstwo w tym sezonie i czwarte w karierze, a następnie zwyciężył w Rajdzie Katalonii. Wyprzedził o 23,2 sekundy Marcusa Grönholma i o 37,3 sekundy Carlosa Sainza. Ostatecznie sezon 2004 Märtin zakończył na trzeciej pozycji w klasyfikacji generalnej. Zdobył 79 punktów i przegrał w niej jedynie z Sébastienem Loebem i Petterem Solbergiem.

### 2005: Peugeot

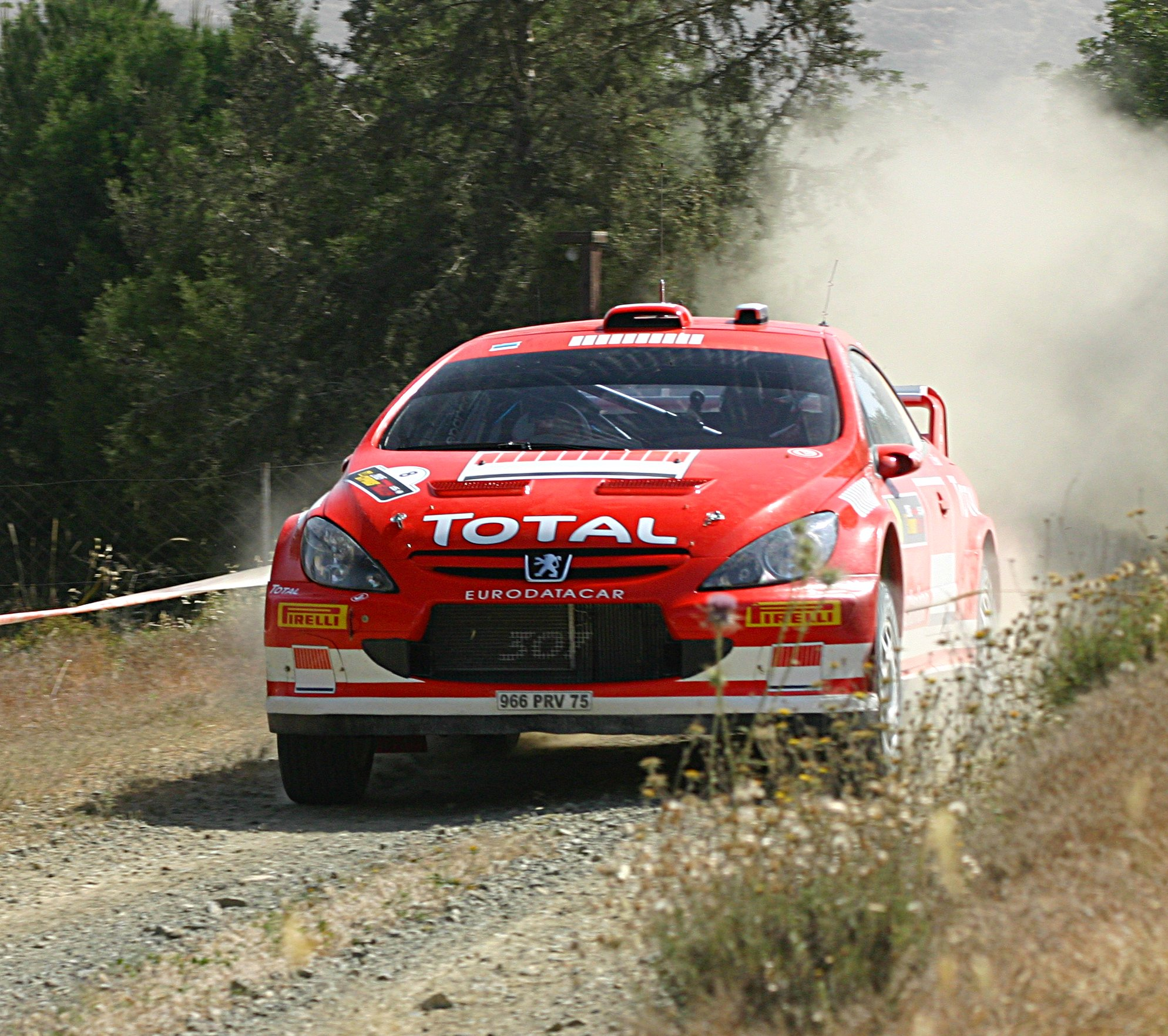
Markko Märtin w Peugeocie 307 WRC na trasie Rajdu Cypru 2005

W grudniu 2004, po zakończeniu sezonu 2004 Märtinowi skończył się kontrakt z zespołem Forda. Następnie podpisał kontrakt z zespołem Peugeota, gdzie stał się drugim kierowcą obok Fina Marcusa Grönholma i w sezonie 2005 miał wystartować samochodem Peugeot 307 WRC. Swój debiut w Peugeocie Märtin zaliczył w styczniu 2005, w Rajdzie Monte Carlo. W debiucie zajął czwarte miejsce. W lutym 2005, w drugim rajdzie sezonu, Rajdzie Szwecji, Märtin dojechał na drugiej pozycji za Petterem Solbergiem. Na podium stanął także w marcowym Rajdzie Meksyku. Pomimo kłopotów z prowadzeniem samochodu i oponami był trzeci za Solbergiem i Grönholmem. W Rajdzie Nowej Zelandii dojechał na piątej pozycji, w Rajdzie Sardynii na czwartej, a w Rajdzie Cypru był trzeci. Następnie w Rajdzie Turcji Estończyk piąty, w Rajdzie Grecji – ósmy, a w Rajdzie Argentyny – szósty. W sierpniu 2005 ponownie stanął na podium. Przegrał w nim zarówno z Grönholmem jak i Loebem. Natomiast w Rajdzie Niemiec był czwarty.
We wrześniowym Rajdzie Wielkiej Brytanii, na 6. odcinku specjalnym Märtin awansował na szóste miejsce w klasyfikacji rajdu. Jednak na 15. odcinku specjalnym Margam 1, załoga Märtin – Park uległa wypadkowi. Peugeot 307 WRC uderzył prawą stroną w drzewo. Pilot Märtina zginął na miejscu, a Estończyk wyszedł z wypadku bez żadnych obrażeń. Pozostałe dwa odcinki specjalne Rajdu Wielkiej Brytanii zostały odwołane, a same zawody przerwane. Märtin do końca sezonu 2005 nie pojechał w żadnym z pozostałych trzech rajdów mistrzostw świata. W styczniu 2006 ogłosił zakończenie kariery, jednak wykluczył, iż powodem odejścia z rajdów była śmierć Michaela Parka.

## Po zakończeniu kariery w WRC
W marcu 2006 roku Märtin wrócił na krótko do rajdów. Zdecydował się wystartować w Rajdzie Portugalii samochodem Subaru Imprezą WRX wraz z pilotem Davidem Seniorem. Na 7. odcinku specjalnym Estończyk przebił dwie opony i był zmuszony wycofać się z zawodów. W tym samym roku Märtin wystartował również w duńskiej serii wyścigów samochodów turystycznych Danish Touring Car Championship. Pojechał w niej w trzech wyścigach Hondą Accord Euro-R w barwach zespołu Hartmann Honda Racing. W grudniu 2007 roku wygrał rajdowy Memioriał Attilio Bettegi, a w styczniu 2008 został testowym kierowcą zespołu Subaru. Z kolei w 2009 roku został zatrudniony w zespole Forda, w którym także miał pomagać przy testach samochodów. Natomiast w 2010 roku pomagał amerykańskiemu kierowcy Kenowi Blockowi w przygotowaniu się do udziału w rajdach mistrzostw świata 2010. W lipcu 2010 pojechał z pilotem Kristo Kraagiem Fordem Focusem WRC w Rajdzie Estonii, który wygrał. Z kolei w 2011 roku w tym samym rajdzie był drugi i przegrał jedynie z Norwegiem Madsem Østbergiem. W 2010 roku brał udział w testach Mini John Cooper Works WRC. Märtin jest właścicielem zespołu MM-Motorsport. W barwach tego zespołu ściga się mistrz Estonii z 2008 i 2009 roku, Ott Tänak.

## Życie prywatne
Markko Märtin jest żonaty z Mari-Liis Sallo, byłą modelką i Miss Estonii z 2004 roku. Ma z nią jedno dziecko. Märtin mieszka z rodziną w Monako.

## Zwycięstwa w Mistrzostwach Świata
| Nr | Rajd           | Sezon | Pilot        | Samochód       |
| -- | -------------- | ----- | ------------ | -------------- |
| 1  | Rajd Grecji    | 2003  | Michael Park | Ford Focus WRC |
| 2  | Rajd Finlandii | 2003  | Michael Park | Ford Focus WRC |
| 3  | Rajd Meksyku   | 2004  | Michael Park | Ford Focus WRC |
| 4  | Rajd Francji   | 2004  | Michael Park | Ford Focus WRC |
| 5  | Rajd Hiszpanii | 2004  | Michael Park | Ford Focus WRC |

## Starty w rajdach WRC
| Sezon | Zespół                                        | Samochód                              | 1      | 2       | 3     | 4          | 5         | 6         | 7         | 8             | 9             | 10            | 11        | 12        | 13        | 14              | 15        | 16        | Punkty | Miejsce |
| ----- | --------------------------------------------- | ------------------------------------- | ------ | ------- | ----- | ---------- | --------- | --------- | --------- | ------------- | ------------- | ------------- | --------- | --------- | --------- | --------------- | --------- | --------- | ------ | ------- |
| 1997  | Markko Märtin                                 | Toyota Celica Turbo 4WD               | Monako | Szwecja | Kenia | Portugalia | Hiszpania | Francja   | Argentyna | Grecja        | Nowa Zelandia | NU            | Indonezja | Włochy    | Australia | Wielka Brytania |           |           | 0      | -       |
| 1998  | EOS Team Toyota                               | Toyota Celica GT-4                    | Monako | Szwecja | Kenia | NU         | Hiszpania | Francja   | Argentyna | Grecja        | Nowa Zelandia | 12            | NU        | Australia | 9         |                 |           |           | 0      | -       |
| 1999  | Markko Märtin                                 | Ford Escort WRC Toyota Corolla WRC    | Monako | 8       | Kenia | NU         | Hiszpania | Francja   | Argentyna | 5             | Nowa Zelandia | NU            |           | NU        | Australia | 8               |           |           | 2      | 18.     |
| 2000  | Łukoil-EOS Rally Team Subaru World Rally Team | Toyota Corolla WRC Subaru Impreza WRC | Monako | 9       | Kenia | 7          | 10        | Argentyna | NU        | Nowa Zelandia | 10            | 6             | Francja   | NU        | NU        | 7               |           |           | 1      | 21.     |
| 2001  | Subaru World Rally Team                       | Subaru Impreza WRC                    | NU     | 12      | NU    | NU         | Argentyna | Cypr      | NU        | Kenia         | 5             | Nowa Zelandia | NU        | 6         | Australia | NU              |           |           | 3      | 19.     |
| 2002  | Ford Motor Co                                 | Ford Focus WRC                        | 12     | Szwecja | 8     | 8          | 8         | 4         | 6         | 4             | 5             | 6             | 5         | NU        | 5         | 2               |           |           | 20     | 9.      |
| 2003  | Ford Motor Co                                 | Ford Focus WRC                        | 4      | 4       | 6     | NU         | NU        | 1         | NU        | 5             | 1             | DK            | 3         | NU        | 3         | NU              |           |           | 49     | 5.      |
| 2004  | Ford Motor Co                                 | Ford Focus WRC                        | 2      | 7       | 1     | 3          | 2         | NU        | 24        | NU            | 2             | 4             | 3         | 3         | NU        | 1               | 1         | NU        | 79     | 3.      |
| 2005  | Marlboro Peugeot Total                        | Peugeot 307 WRC                       | 4      | 2       | 3     | 5          | 4         | 3         | 5         | 8             | 6             | 3             | 4         | NU        | Japonia   | Francja         | Hiszpania | Australia | 53     | 5.      |

## Odznaczenia
- Order Estońskiego Czerwonego Krzyża IV Klasy – 2004[60]